# Genting Gunung
Genting Gunung is een bestuurslaag in het regentschap Kendal van de provincie Midden-Java, Indonesië. Genting Gunung telt 2764 inwoners (volkstelling 2010).